# Charlie Woerner
Charlie Kent Woerner (Tiger, 16 ottobre 1997) è un giocatore di football americano statunitense che milita nel ruolo di tight end per gli Atlanta Falcons della National Football League (NFL).

## Carriera

### San Francisco 49ers
Al college Woerner giocò a football a Georgia dal 2016 al 2019. Fu scelto nel corso del sesto giro (190º assoluto) del Draft NFL 2020 dai San Francisco 49ers. Nella sua stagione da rookie ricevette 3 passaggi per 36 yard in 14 presenze.

### Atlanta Falcons
Il 13 marzo 2024 Woerner firmó con gli Atlanta Falcons un contratto triennale del valore di 12 milioni di dollari.

## Palmarès
- National Football Conference Championship: 1

San Francisco 49ers: 2023

## Vita privata
Woerner è nipote dell'ex safety della NFL Scott Woerner.